# Time (Kensington)
Time is het vijfde studioalbum van de Nederlandse rockgroep Kensington, die werd uitgebracht op 15 november 2019. Binnen twee weken bereikte het album de eerste plek in de Album Top 100. Het album werd geproduceerd in Canada.

## Tracklist
| Nr.          | Titel                  | Duur  |
| ------------ | ---------------------- | ----- |
| 1.           | "Bats"                 | 3:55  |
| 2.           | "What Lies Ahead"      | 3:24  |
| 3.           | "Insane"               | 3:52  |
| 4.           | "Uncharted"            | 4:02  |
| 5.           | "Part Of Me"           | 3:46  |
| 6.           | "Chronos Pt. 1"        | 3:04  |
| 7.           | "Chronos Pt. 2"        | 1:19  |
| 8.           | "Island"               | 4:37  |
| 9.           | "Ten Times The Weight" | 4:19  |
| 10.          | "Perfect Family Day"   | 4:31  |
| 11.          | "No Me"                | 6:05  |
| Totale duur: | Totale duur:           | 42:32 |

Eloi Youssef · Casper Starreveld · Niles Vandenberg · Jan Haker